# Lebring-Sankt Margarethen
Lebring-Sankt Margarethen osztrák mezőváros Stájerország Leibnitzi járásában. 2017 januárjában 2173 lakosa volt. 

## Elhelyezkedése

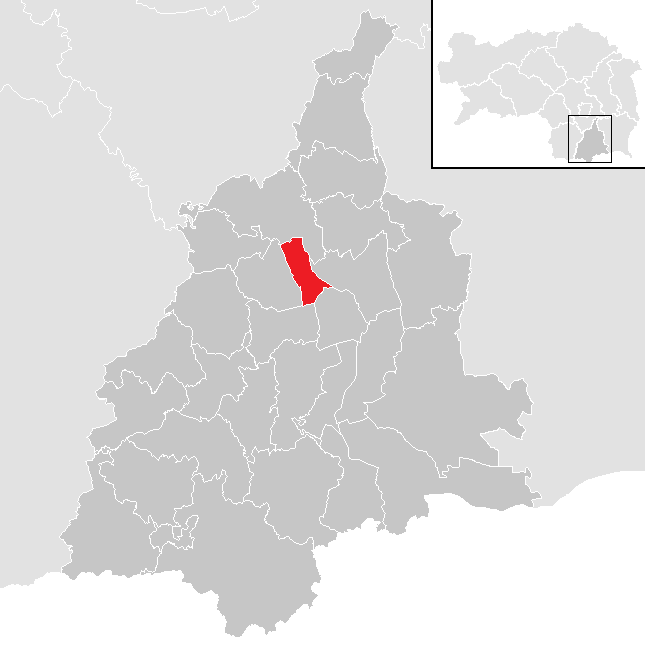
Lebring-Sankt Margarethen a Leibnitzi járásban

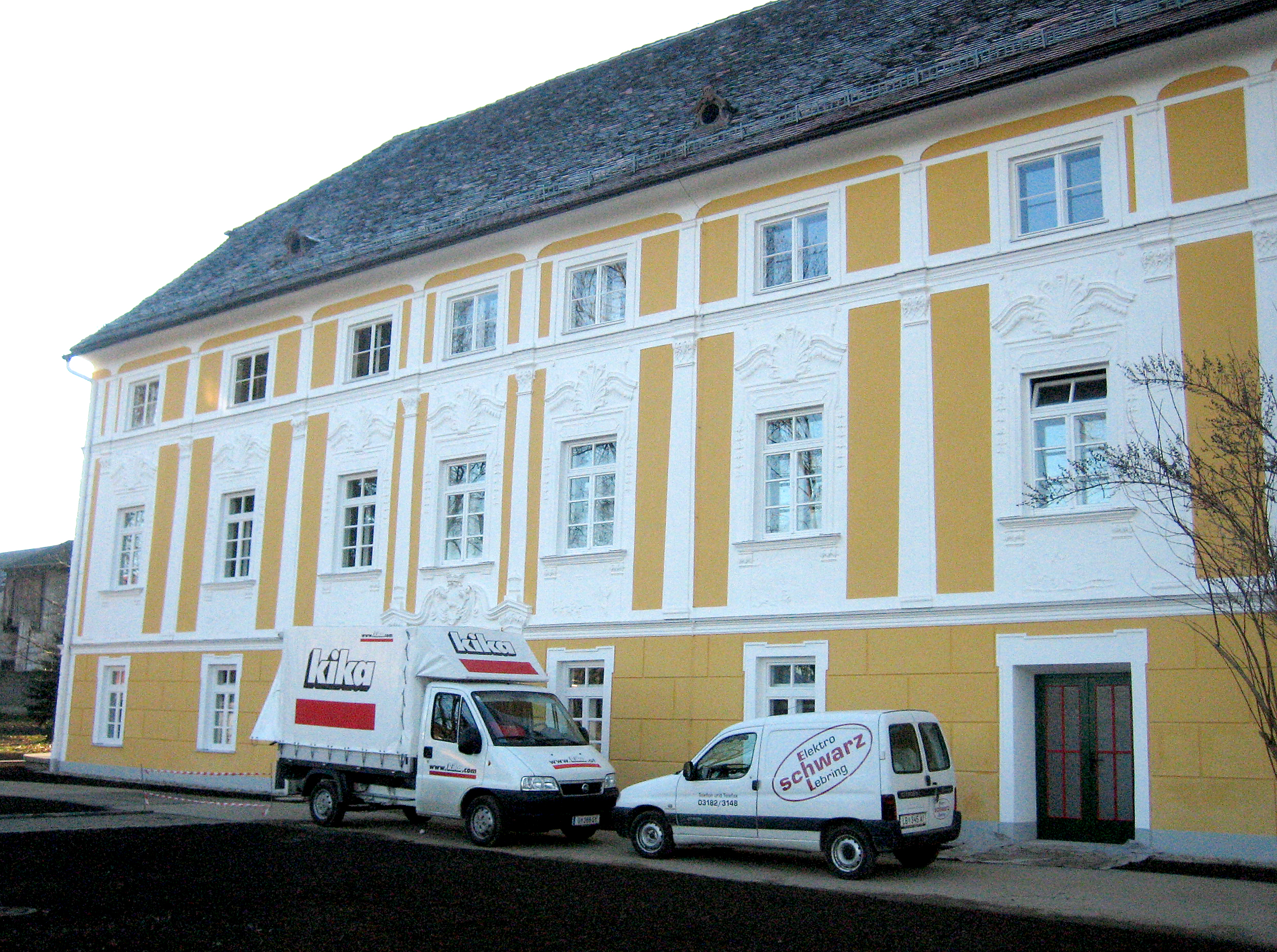
A Murstätten-kastély

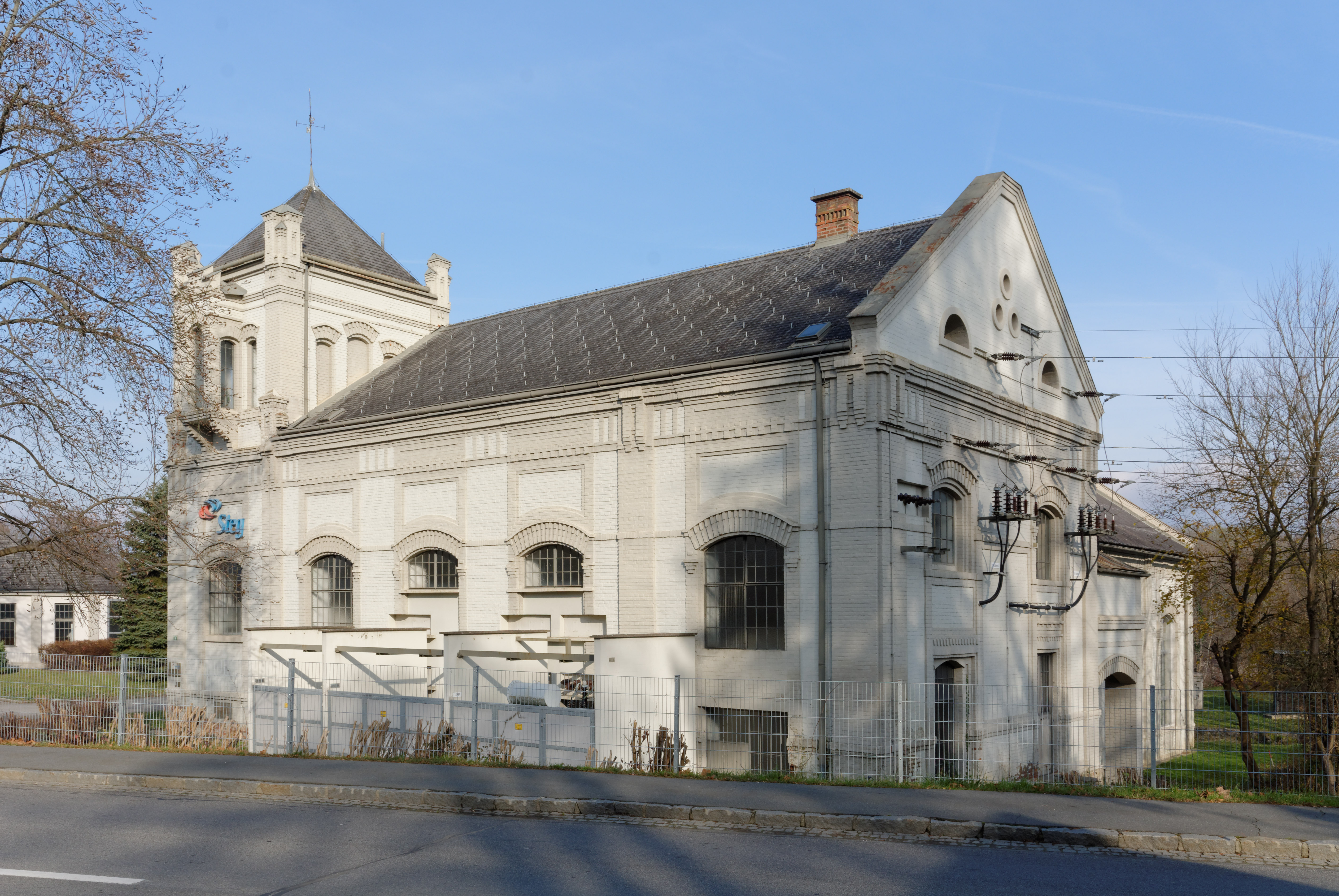
A lebringi vízierőmű főépülete

Lebring-Sankt Margarethen a tartomány déli részén fekszik a Nyugat-Stájerország régióban, a Mura jobb partján. Az önkormányzat 2 katasztrális községben (Lebring és Sankt Margarethen bei Lebring) 3 települést egyesít: Bachsdorf (401 lakos), Lebring (898) és Sankt Margarethen bei Lebring (704).
A környező települések: északra Wildon, keletre Ragnitz, délkeletre Gralla, délre Tillmitsch, nyugatra Lang.

## Története
Az írott források 1066-ban szólnak egy bizonyos "hengistburgi" templomról, de bizonyosan nem állítható, hogy az a Szt. Margit-templom lett volna. 1136-ban a templomot Szt. Margitnak szentelték és egyúttal átkerült a subeni apátság felügyelete alá. 1218-ban a "iuxta Wildoniam" (Wildon melletti) St. Margarethent nevezik meg, mint a seckaui püspökség legdélebbi egyházközségét. Papjait az apátsági kanonok nevezte ki, egészen míg II. József 1784-ben be nem záratta a kolostorokat.
A seckaui püspök 1452-ben Jorg von Fladnitznak adományozta Lebringet. 1634-ben a Lebrerhof nevű nemesi épület a reini cisztercita kolostor birtokába került, tőlük pedig Maria Katharina zu Saurau grófnőhöz került, aki fivére, Ferdinand Karl von Breuner segítségével a helyén felépíttette a Murstätten-kastélyt. A kastély az évszázadok során többször tulajdonost váltott, végül a leibnitzi járási hatósághoz került. 2007-ben egy felújítást követően öregek otthonát rendeztek be benne.
1896-ban megalakult az önkéntes tűzoltóbrigád, 1899-ben a takarékpénztár, 1902-ben pedig felépült a Murán a lebringi vízierőmű.
Az első világháború során, 1915-ben katonai tábort létesítettek a községben, itt szállásolták el a 2. bosznia-hercegovinai gyalogezred tartalékosait. Később hadifoglyok elhelyezésére használták. A tábor 1670 sírból álló temetője a szomszédos Lang területére esik.
1954-ben Lebring és Sankt Margarethen addig különálló önkormányzatait Lebring-Sankt Margarethen néven egyesítették.
1973-ban megnyílt a lebringi tűzoltó- és polgári védelmi iskola. A következő évben Rudolf Kirchschläger köztársasági elnök nyitotta meg a Philips színes tévéképernyő-gyárát. 1992-ben a tartományi tűzoltószövetség központja Lebringbe költözött. Két évvel később a település mezővárosi státuszt kapott. 2009-ben Lebring-St. Margarethen és Lang, Hengsberg, Stocking, Wildon és Weitendorf megalakította a Hengist kistérséget (a tagok közül Stocking és Weitendorf 2015-ben egyesült Wildonnal).

## Lakosság
A Lebring-Sankt Margarethen-i önkormányzat területén 2017 januárjában 2173 fő élt. A lakosság 1900 óta (akkor 919 fő) egyenletesen gyarapszik. 2015-ben a helybeliek 90,6-a volt osztrák állampolgár; a külföldiek közül 1,4% a régi (2004 előtti), 4,7% az új EU-tagállamokból érkezett. 0,9% a volt Jugoszlávia (Szlovénia és Horvátország nélkül) vagy Törökország, 2,4% egyéb országok polgára. 2001-ben 91,7% római katolikusnak, 1% evangélikusnak, 1,3% ortodox kereszténynek, 1,1% muszlimnak, 4,1% pedig felekezet nélkülinek vallotta magát. Ugyanekkor egy magyar élt a városban. 

## Látnivalók
- a Szt. Margit-plébániatemplom tornyának alsó szintje gótikus, a felsők és a toronysüveg barokk stílusú. A főhajó az 1705-ös kibővítésből származik. A főoltár a 18. század első feléből való, az oldaloltárok rokokó stílusúak.
- a Murstätten-kastély
- az 1902-ben épült vízierőmű és mellette a kb. száz éves transzformátorház fontos ipartörténeti emlék
- a lebringi kápolna
- a Wildoni Buchkogel természetvédelmi terület

## Fordítás
- Ez a szócikk részben vagy egészben  a   Lebring-Sankt Margarethen című német Wikipédia-szócikk ezen változatának fordításán alapul.  Az eredeti cikk szerkesztőit annak laptörténete sorolja fel. Ez a jelzés csupán a megfogalmazás eredetét és a szerzői jogokat jelzi, nem szolgál a cikkben szereplő információk forrásmegjelöléseként.